# Phataria mionactis
Phataria mionactis är en sjöstjärneart som beskrevs av Rudolf Christian Ziesenhenne 1942. Phataria mionactis ingår i släktet Phataria och familjen Ophidiasteridae.
Artens utbredningsområde är Ecuador. Inga underarter finns listade i Catalogue of Life.